# Plevník-Drienové
Plevník-Drienové (em húngaro: Pelyvássomfalu) é um município da Eslováquia, situado no distrito de Považská Bystrica, na região de Trenčín. Tem 13,02 km² de área e sua população em 2018 foi estimada em 1.634 habitantes.

## Demografia
| Ano:        | 1994 | 2004   | 2014   | 2024   |
| ----------- | ---- | ------ | ------ | ------ |
| Broj ljudi: | 1568 | 1589   | 1613   | 1718   |
| Razlika:    |      | +1,33% | +1,51% | +6,50% |

| Ano:               | 2023 | 2024   |
| ------------------ | ---- | ------ |
| Número de pessoas: | 1694 | 1718   |
| Diferença:         |      | +1,41% |